# Satoshi Yuki
Satoshi Yuki (結城 聡?, Yuki Satoshi; Kōbe, 11 febbraio 1972) è un giocatore di go giapponese.

## Biografia
Studiò come allievo di Sunao Sato e divenne professionista nel 1984 presso la Kansai Ki-in. Per circa un decennio, complice anche la giovane età, è rimasto nell'ombra partecipando soprattutto alle eliminatorie dei tornei, arrivando raramente alle fasi finali. A partire dagli anni '90 ha cominciato a raggiungere i tabelloni principali e nel 1990 ha raggiunto la sua prima finale al torneo Shinjin-O. Proprio nello stesso torneo riuscì a vincere il suo primo titolo nel 1993.
A partire dai primi anni duemila ha cominciato ad essere una presenza fissa nelle fasi finali dei tornei principali, arrivando ad aggiudicarsi i suoi primi titoli major nel 2010 (Tengen) e 2013 (Jūdan). Ha vinto per cinque volte la NHK Cup (record tra i giocatori in attività e secondo posto di sempre dietro Eio Sakata e a pari merito con Norimoto Yoda e Hideo Otake).
Ha partecipato con la nazionale giapponese ai Giochi asiatici di Guangzhou 2010, arrivando al terzo posto e aggiudicandosi pertanto il bronzo.
Nell'aprile del 2011 ha ottenuto la vittoria numero 1.000 della sua carriera, battendo il record di precocità per questo traguardo fino a quel momento detenuto da Cho Chikun.

## Palmarès
| Nazionali                | Nazionali                        | Nazionali                  |
| Torneo                   | Vittorie                         | Finalista                  |
| ------------------------ | -------------------------------- | -------------------------- |
| Kisei                    |                                  | 1 (2005)                   |
| Jūdan                    | 1 (2013)                         | 1 (2014)                   |
| Tengen                   | 1 (2010)                         | 1 (2011)                   |
| Gosei                    |                                  | 4 (1997, 2002, 2005, 2009) |
| Ryusei                   | 2 (2005, 2015)                   | 4 (2006, 2007, 2011, 2022) |
| NHK Cup                  | 5 (2009, 2010, 2012, 2013, 2014) | 1 (2007)                   |
| Shinjin-O                | 1 (1993)                         | 1 (1990)                   |
| Kansai Ki-in Primo Posto | 8 (1996, 2006–2009, 2014-2016)   | 2 (2010, 2017)             |
| Kakusei                  | 1 (2003)                         |                            |
| Hayago Championship      | 1 (1995)                         | 1 (1991)                   |
| JAL Super Hayago         | 1 (2003)                         |                            |
| Sankei Pro-Ama           | 5 (2005-2007, 2009, 2010)        |                            |
| Daiwa Cup                | 1 (2013)                         |                            |
| Totale                   | 26                               | 17                         |
| Continentali             |                                  |                            |
| Asian TV Cup             |                                  | 1 (2010)                   |
| Totale                   | 0                                | 1                          |
| Totale in carriera       |                                  |                            |
| Totale                   | 26                               | 18                         |

| Controllo di autorità | VIAF (EN) 256305500 · NDL (EN, JA) 00961678 |